# Marguerite Radoux
Marguerite Radoux est une artiste peintre d’origine liégeoise. Apparentée à Charles Rogier et aux nombreux musiciens de la famille Radoux, elle épouse en 1910 un magistrat français et se fixe alors en France. Son style peut être caractérisé de postimpressionniste évoluant vers le fauvisme. Elle est, en 1929, la toute première artiste féminine à qui un Président du Sénat, Charles Magnette, confie son portrait officiel.

## Biographie
Marguerite Radoux naît à Liège en 1873 et se forme à l'Académie des Beaux-Arts chez Adrien De Witte. Dès 1897, elle expose en Belgique et en France. Sa vie privée la mènera ensuite à Angoulême (1910-1913), au Havre (1913-1928) et finalement à Paris. Elle décède à Neuilly-sur-Seine le 18 juillet 1943.
Elle a à son actif beaucoup de portraits, souvent de femmes (élégantes), de musiciens, de membres de sa famille et d'amis, qu'elle rend à l’huile bitumeuse, dans des tons sombres ou, à l'inverse, de manière très épurée et minimaliste au pastel. Elle excelle à rendre le clair-obscur et les jeux de lumière dans des « tableautins » croqués sur le vif. Ses paysages (elle peint l'Ourthe, l'Ardenne, la Champagne, Le Havre, Honfleur, Angoulême, le Périgord, etc.) et ses natures mortes font état d'un grand talent de coloriste.
Dame de la Croix-Rouge pendant la Grande Guerre, elle peint et dessine également des scènes du front et des hôpitaux où elle travaille.
Elle signe généralement « Marg. Radoux », plus rarement MR ou MRO. Ses œuvres sont répertoriées sous les noms Marguerite Radoux, Marguerite Radoux-Oustrières, parfois mal orthographié Marguerite Radoux-Custrières.
En 1906, elle est nommée Officier d'Académie par la République française. En 1930, la Belgique la fait Chevalier de l'Ordre de la Couronne.
La presse française et belge fait souvent mention de ses expositions. Elle est reprise dans certains ouvrages, y compris comme sculpteur, mais à ce jour, aucun catalogue ou ouvrage ne lui a été dédié. Rarement exposés, le Musée des Beaux-Arts de Liège, le musée Wittert, le Musée de la ville de Herstal et le Musée d'Art moderne André-Malraux au Havre possèdent quelques tableaux ou dessins de sa main. La majeure partie de son œuvre se trouve toutefois dans des collections privées.